# Plantago atlantica
Plantago atlantica är en grobladsväxtart som beskrevs av Jules Aimé Battandier. Plantago atlantica ingår i släktet kämpar, och familjen grobladsväxter. Inga underarter finns listade i Catalogue of Life.